# Grindadráp

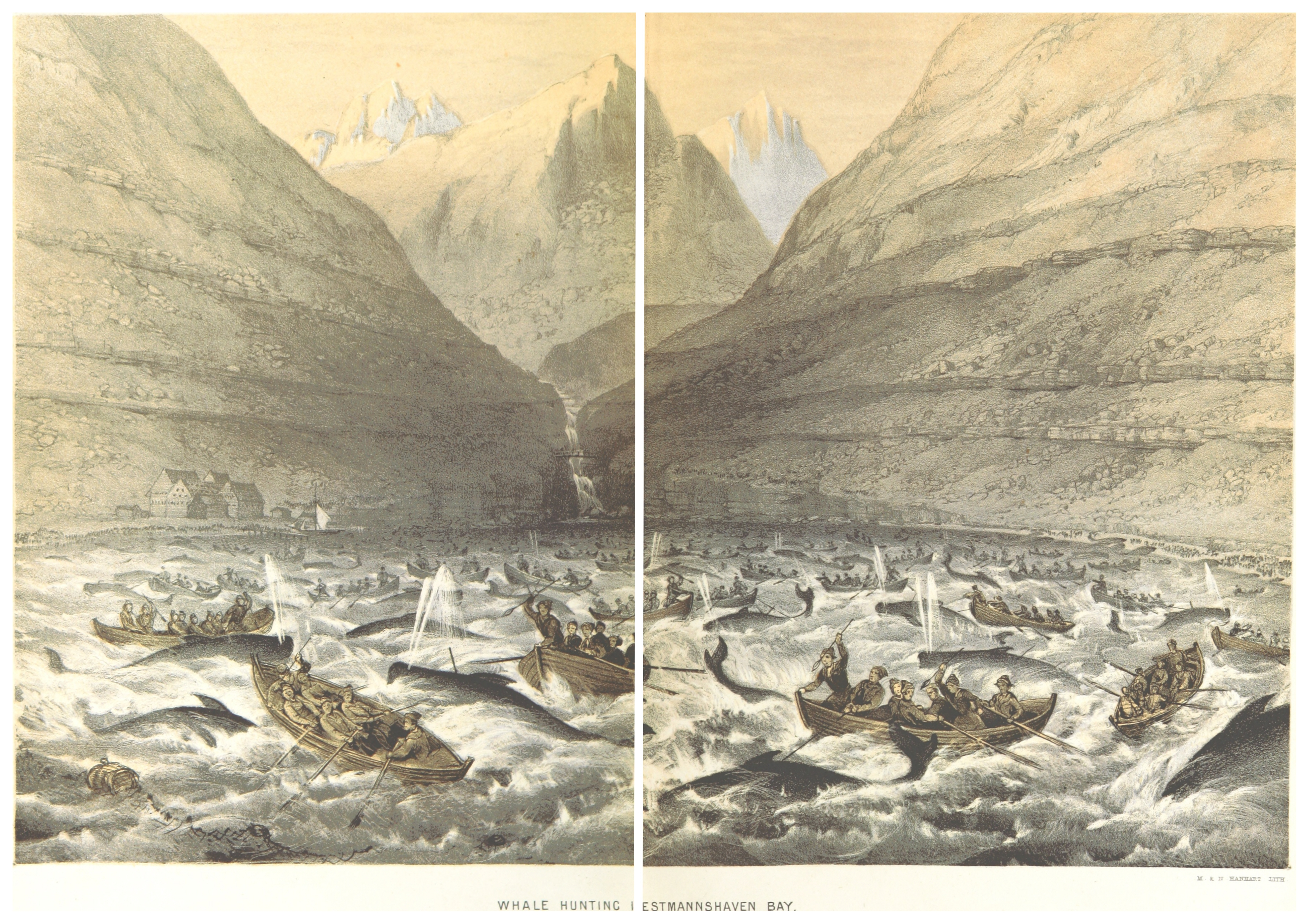
17. Juni 1854: Ein großes Grindadráp vor Vestmanna. 211 Grindwale wurden dort erlegt und 1.186½ Skinn Walfleisch und Speck gewonnen. Lithographie der englischen Maria-Expedition

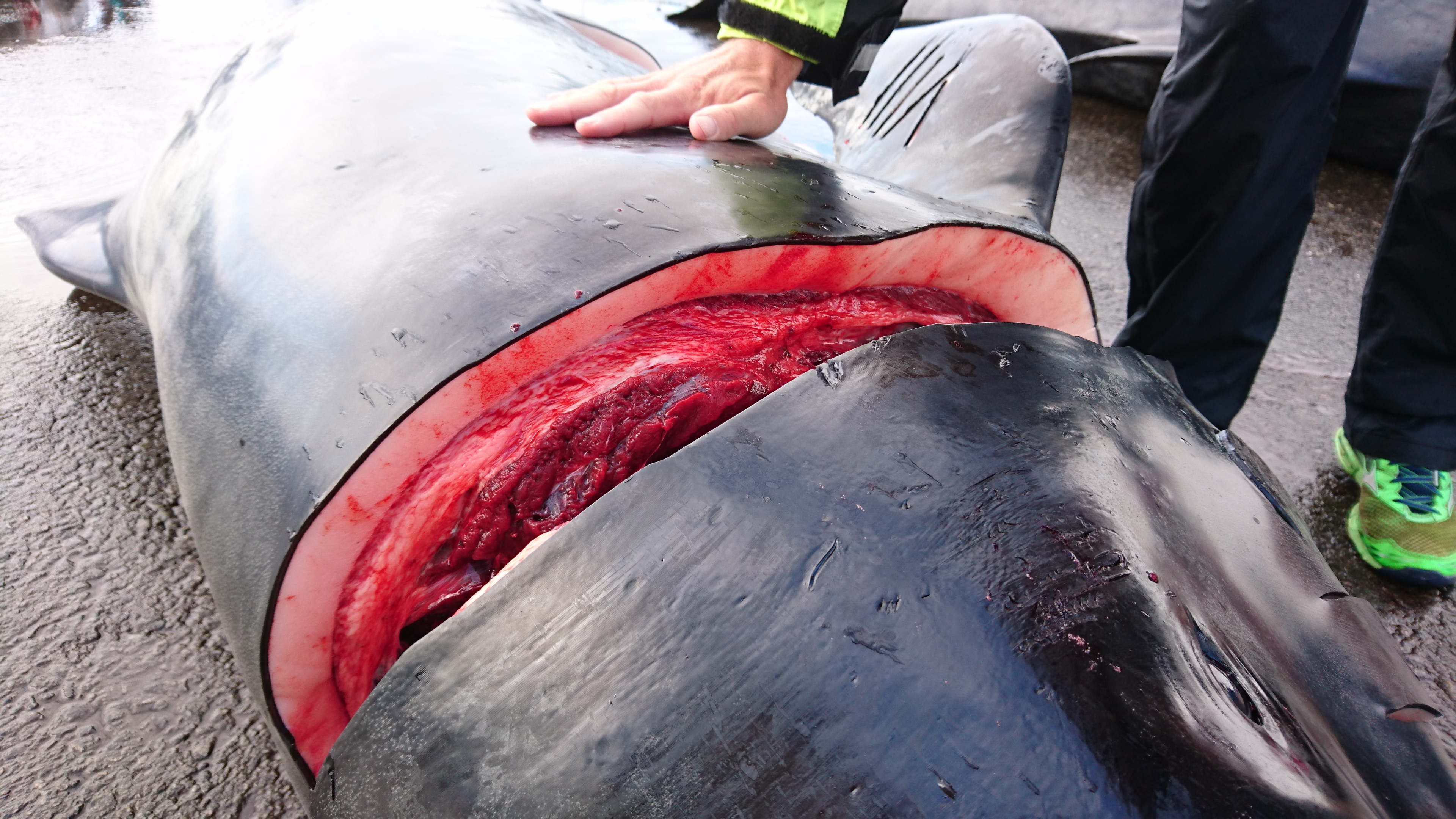
Aufgeschnittener Grindwal mit der klar erkennbaren Speckschicht. Aufgenommen im Hafen von Tórshavn, 2018.

Das Grindadráp [ˈgɹɪndaˌdrɔap] ist der Grindwalfang auf den Färöern. Für die meisten Färinger gehört es zu ihrer Geschichte und zum selbstverständlichen Nahrungserwerb auf subsistenzwirtschaftlicher Grundlage mit starken gesetzlichen Reglementierungen.
Internationale Tierschützer kritisieren die Jagd als grausam und unnötig. In der färöischen Gesellschaft läuft die Auseinandersetzung mit dem Thema nicht emotionsfrei ab.

## Wortherkunft
Die grind bedeutet auf Färöisch neben Grindwalschule auch Grindwalfleisch und generell die ganze Angelegenheit und damit verbundene Kultur. Ein Grind ist also auch das konkrete Ereignis. Der Plural ist grindir. Das Wort stammt von altnordisch grind „Gitter, Gittertür“ und wurde im Färöischen genommen, um eine Grindwalschule zu bezeichnen, was laut Lucas Debes auf die Vorstellung zurückgeht, dass eine Grindwalschule, in der die Tiere dicht nebeneinanderher schwimmen, einem Lattenzaun ähnelt.
Der Grindwal selber ist der grindahvalur oder auch der grindafiskur – „Grindfisch“. Das dráp bedeutet Tötung oder Schlachtung. Grindadráp heißt wörtlich daher Grindtötung oder -schlachtung. Der Ruf Grindaboð! [ˈgɹɪndaboː] kommt von grind und boð = Botschaft, Meldung. Es heißt wörtlich: Grind-Botschaft, oder besser: Grindalarm.

## Grind-Alarm und Jagd

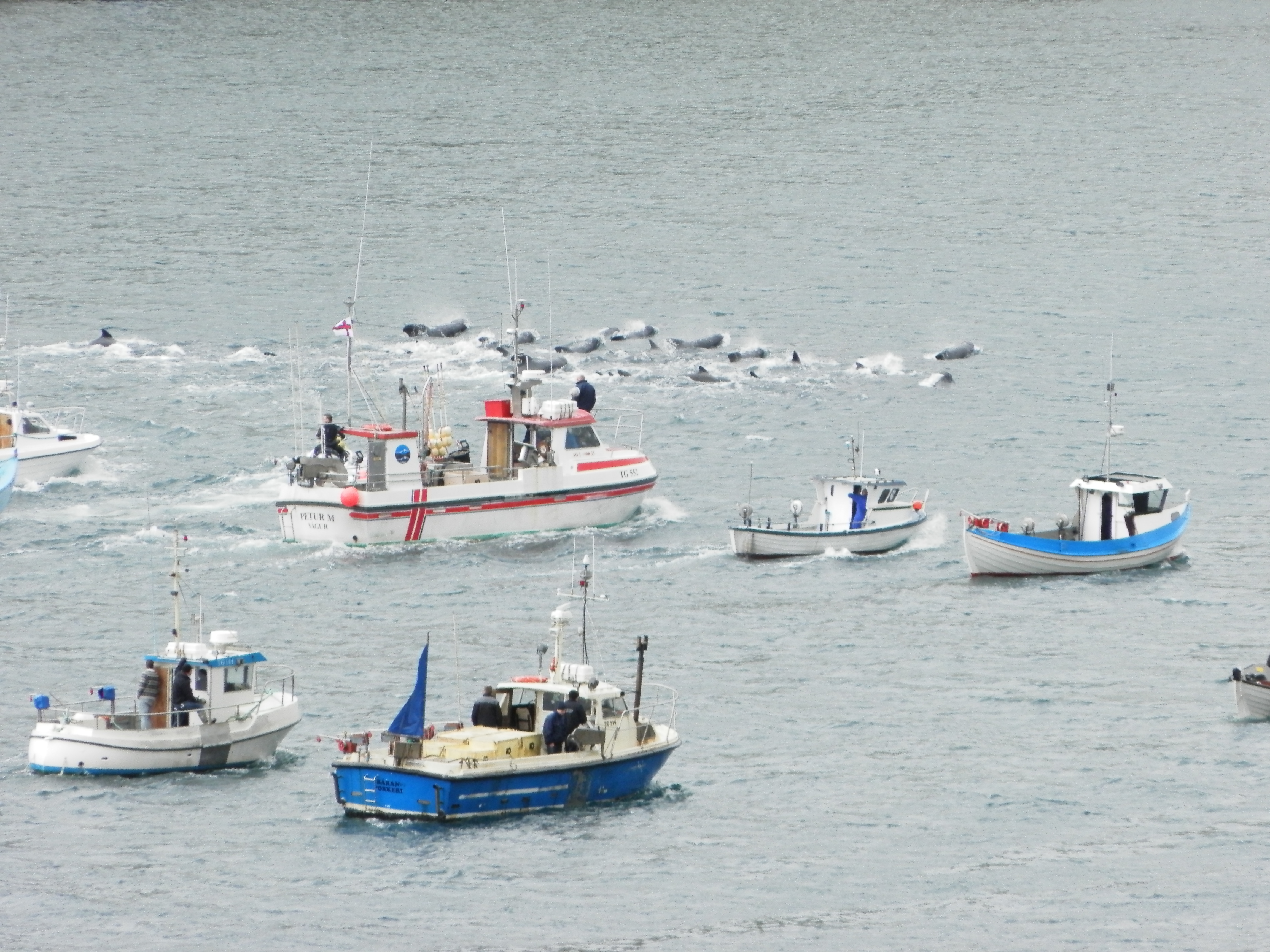
8. August 2012: Eine Grindwalschule wird vor Suðuroy von Grind-Booten eingekreist.

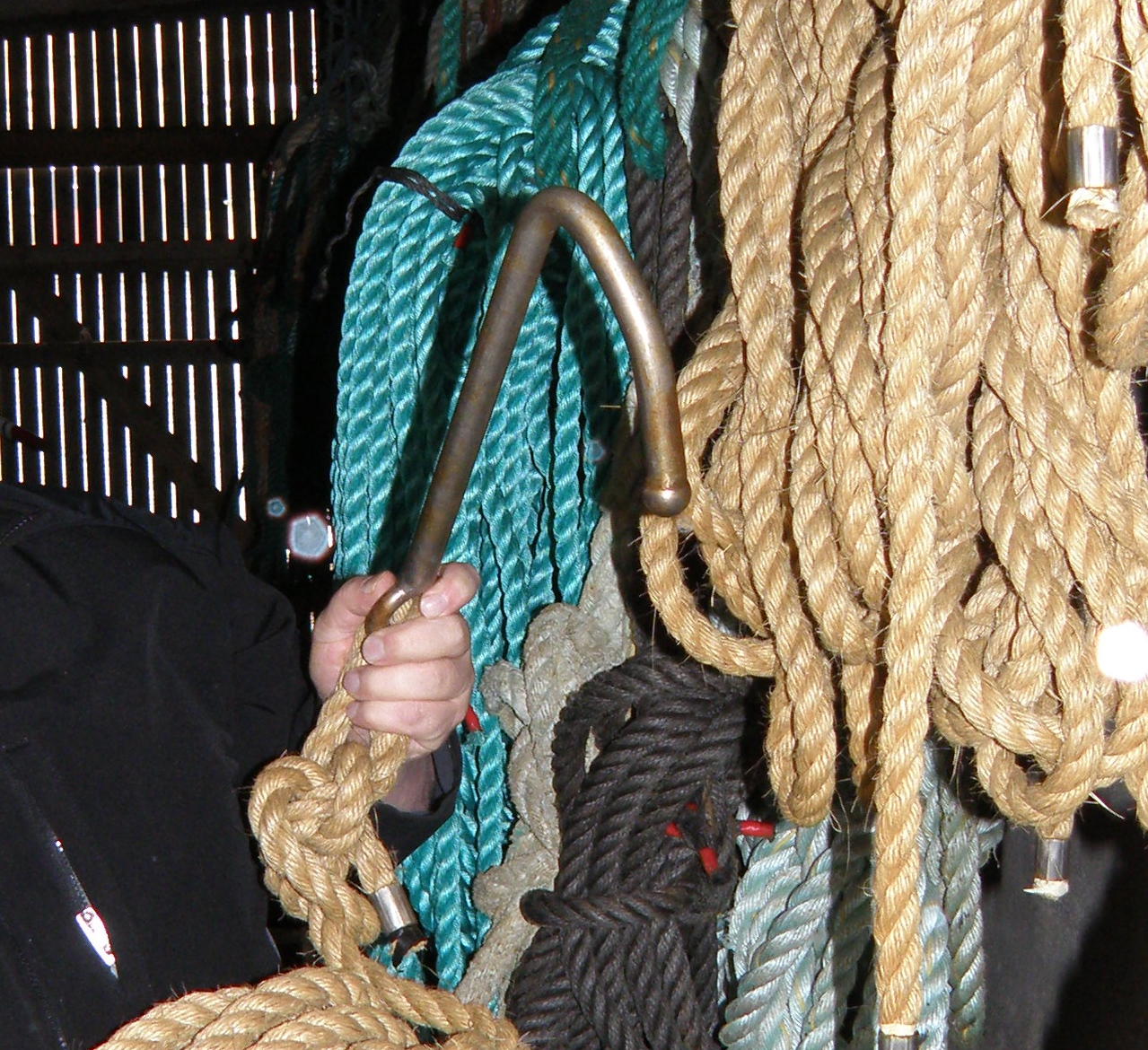
Blásturongul: Fanghaken zur Einführung in das Blasloch des Grindwals.

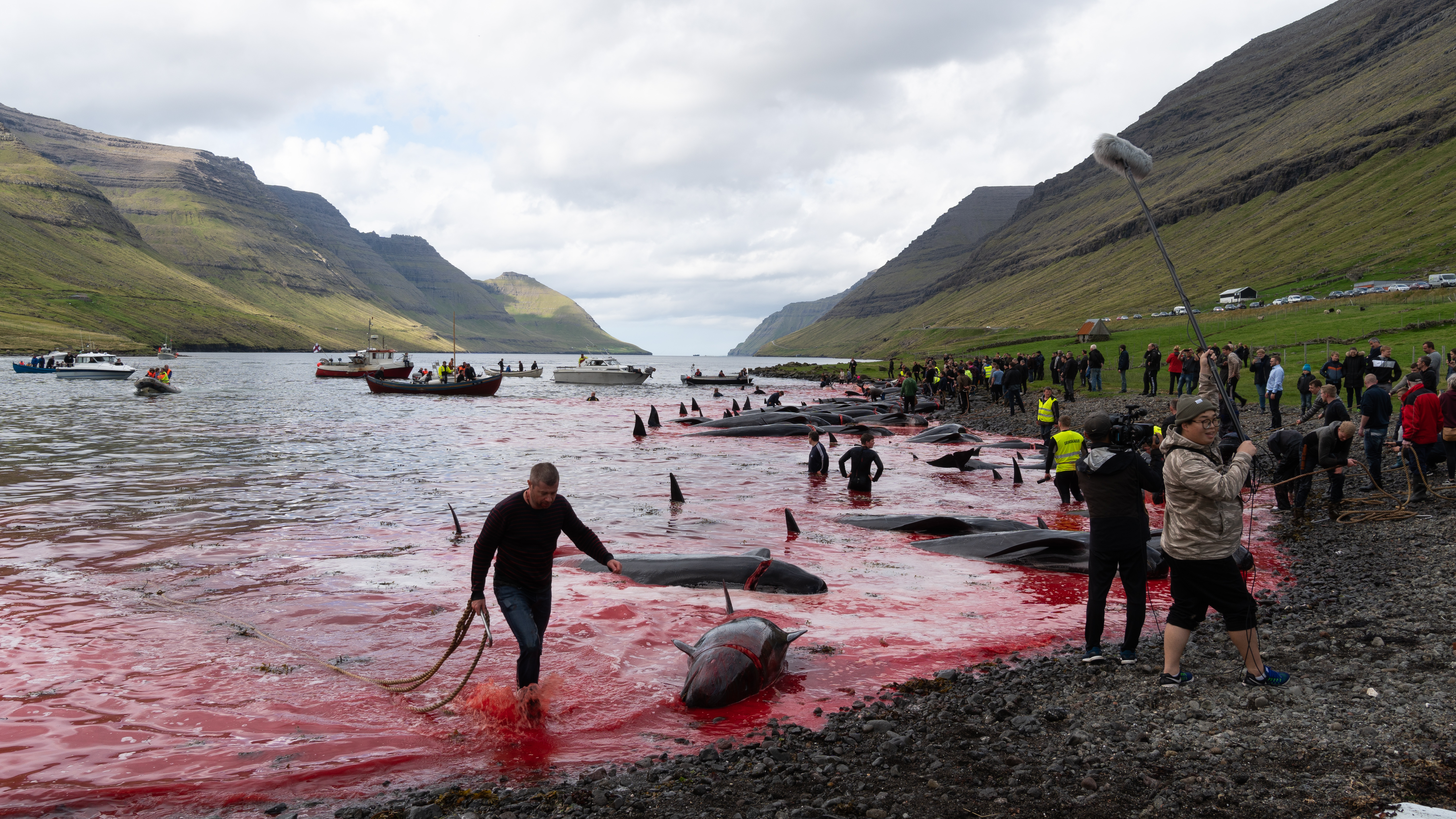
Nach der Jagd verlässt ein Mann mit Fanghaken das Meer.

### Grindaboð
Es ist stets Zufall, wenn eine Grindwalschule bei den Färöern gesichtet wird. Der entsprechende Skipper meldet dann die Sichtung. Die Behörden entscheiden anschließend, ob See und Wetter einen Grindwalfang erlauben. Meist passiert das im Sommer, wenn die Bedingungen hierfür günstig sind. Dann wurde früher eine entsprechende Nachricht im nationalen Rundfunk durchgegeben. Die Mobiltelefonie ersetzt die Radio-Botschaft. Angestellte erhalten in der Regel frei, und es wird versucht, möglichst viele Boote des entsprechenden Ortes ins Wasser zu bringen. Es gibt auch Berichte, dass sogar Gottesdienste unterbrochen wurden, falls eine Grindwalsichtung just zu dieser Zeit passierte. Durch den Einsatz von Motorbooten ist es heutzutage einfacher, die Tiere einzukreisen und zu treiben; eine Grindwalschule kann leicht entkommen, wenn es nicht genügend Boote gibt, die sie zusammentreiben und in eine geeignete Bucht drängen, wo das Töten der Wale erlaubt ist.
Einem Bericht des Nachrichtenmagazins Newsweek zufolge hat seit Mai 2015 derjenige mit umgerechnet rund 3000 Euro Strafe – im Wiederholungsfall bis zu zwei Jahren Haft – zu rechnen, der es versäumt, die Sichtung einer Grindwalschule den zuständigen Behörden anzuzeigen. Touristen sind gemäß einer Verlautbarung der Landesregierung der Färöer in aller Regel davon nicht betroffen.

### Hvalvágir
Hvalvágir bedeutet Wal-Buchten. Das sind 17 Strände an der färöischen Küste, wo das Grindadráp üblich ist, und zwar in Bøur, Fámjin, Fuglafjørður, Gøta, Húsavík, Hvalba, Hvalvík, Hvannasund, Klaksvík, Miðvágur, Norðskáli, Sandavágur, Sandur, Tórshavn (am Sandagerði), Trongisvágur, Vágur und Vestmanna.
Früher wurden manchmal auch die Buchten von Funningsfjørður, Kollafjørður, Nólsoy, Øravík, Sandvík, Skálavík, Sørvágur, des Tindhólmur und die Viðvík (Viðoy) verwendet. Selbst in Hattarvík, Haraldssund, Hoyvík, Lopra, Mykines, Saksun, Svínoy, Sumba und Tjørnuvík kam es in der Geschichte schon mal zu einem Grind, aber das blieben Ausnahmen.
In der Statistik über den Grindwalfang auf den Färöern seit 1584 tauchen die oben genannten 17 Strände am häufigsten auf.
Im Juli 2013 erlaubte das färöische Fischereiministerium, den Grindadráp in 23 Buchten durchzuführen.

### Grindabátur und Grindareiðskapur
Die jeweiligen Bootsführer sind gesetzlich verpflichtet, darauf zu achten, dass nur erlaubte Grind-Gerätschaften (grindareiðskapur: Fanghaken, Taue, Grindwal-Messer) mitgeführt werden. Ein derart ausgerüstetes und bemanntes Boot ist dann ein grindabátur (Grind-Boot). Grind-Boote sind kleine motorisierte, färöische Boote oder andere Fahrzeuge der Küstenseefahrt, nicht aber Schiffe der hochmodernen färöischen Fabrikschiffflotte. Ein Grindboot beschreibt den temporären Zustand eines kleinen Bootes während des Grinds, das ansonsten die meiste Zeit der Leinenfischerei oder Freizeitzwecken dient.
Treffen alle oben genannten Bedingungen zu, werden die Tiere unter Aufsicht der örtlichen Behörden in die entsprechende Bucht getrieben. Dazu bilden die Grindboote einen Halbkreis, und die Schule wird mit einem langen Tau, an dem Steine befestigt sind, in die Bucht getrieben. Grindwalen, die diesem Seil auf offener See entkommen, darf nicht nachgestellt werden.
Diejenigen Tiere, die nicht weit genug auf den Strand gelangen, werden mit einem speziellen stumpfen Fanghaken an einem Seil gehalten, der in ihr Blasloch gesteckt wird. Daher hat er seinen Namen blásturongul – „Blaslochangel“. Das Blásturongul hat sich seit seiner Erfindung 1993 durchgesetzt und wird nicht nur als effektiver, sondern auch als humaner im Vergleich zum spitzen Haken sóknarongul (wörtlich etwa „Treibjagdangel“, wobei sókn auch Kirchengemeinde heißt) angesehen. Das Sóknarongul wird in den Speck des Grinds gebohrt und dient heute nur noch dazu, das getötete Tier an Land zu ziehen.
Getötet werden die Grindwale mit dem mønustingari. Dabei werden ihnen das Rückenmark im Nacken und die Halsschlagader durchtrennt, sodass sie innerhalb weniger Sekunden sterben. Sie verbluten also nicht, wie in manchen Berichten behauptet wird. Vor 1985 kamen auch Speer (hvalvákn) und Harpune (skutil) zum Einsatz, sind aber seit einem entsprechenden Løgtingsgesetz aus Gründen des Tierschutzes verboten.
Einem Bericht der färöischen Zeitung Norðlýsið ist zu entnehmen, dass im August 2017 auch Kinder am Grindadráp aktiv beteiligt waren.

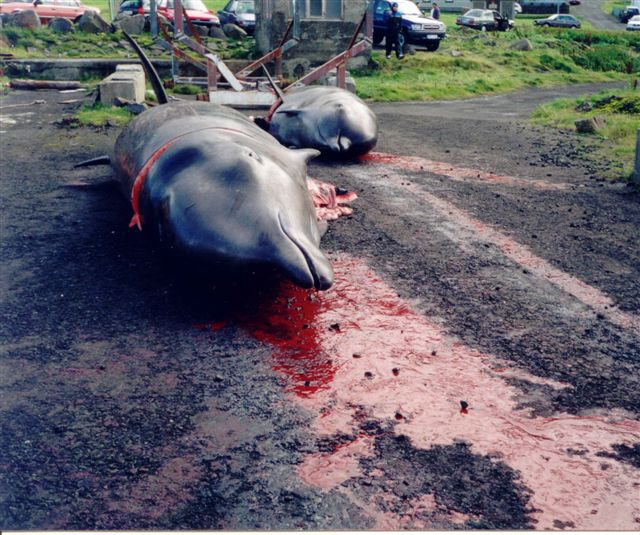
Die Wale wurden früher mit dem Grindaknívur quasi geköpft und starben meist innerhalb einer Minute. Heute werden sie in Sekundenschnelle mit dem Mønustingari erlegt.

### Kulturelle Bedeutung
Das Wasser der entsprechenden Bucht färbt sich bei einem Grindadráp rot. Diese Bilder wirken auf Außenstehende oft schockierend. Da keine Harpunen und Speere oder gar Schusswaffen verwendet werden dürfen, müssen die Jäger im eiskalten Wasser stehen und mit jedem einzelnen Tier kämpfen. Beteiligte beschreiben dies als anstrengend und viel Konzentration erfordernd. Für sie bedeutet es in erster Linie kostenlose Nahrungsbeschaffung für sich und ihre Familien.
Der grindaformaður (Grind-Vorsteher, Vorsitzender des färöischen Grindamannafelag – „Grindmännerverband“) Ólavur Sjúrðaberg aus Leirvík beschreibt es so:

„Ich bin sicher, dass niemand, der seine eigenen Tiere für Nahrungszwecke tötet, davon unberührt bleibt. Du möchtest es so schnell wie möglich und mit so wenig Leiden für das Tier wie möglich durchführen.“

Kulturell bedeutet das Grindadráp neben dem gesellschaftlichen Faktor der gemeinsamen Jagd und Nahrungsversorgung auch für viele Färinger einen Teil ihrer Identität. Oft hört man Männer davon reden, dass sie sich beim Grindadráp als richtige Färinger fühlen. In der färöischen Literatur und Kunst ist das Grindadráp ein wichtiges Motiv. Die Grindgemälde von Sámal Joensen-Mikines zählen international zu seinen bedeutendsten.
Der dänische Gouverneur der Färöer Christian Pløyen schrieb während seiner Amtszeit (1830–1847) die berühmte Grindweise, eine färöische Ballade in dänischer Sprache. Dort heißt es im Kehrreim:
Raske drenge, grind at dræbe

det er vor lyst
Zu Deutsch:
Flinke Jungen, Grind zu töten

das ist unsere Lust
Dieses Lied wird auf den Färöern nur zu besonderen Anlässen gesungen. Es gehört in der Außenwelt (insbesondere Dänemark) zu den bekanntesten Klischees über das Land.
Von Joseph Victor von Scheffel, einem deutschen Lyriker des 19. Jahrhunderts, stammt das Gedicht „Der Grindwalfang an den Färöerinseln“:
Fern tanzt ein Boot auf der bläulichen Flut.

Laut schallt sein Signalruf: „Grindabud!

Der schwarze Wal kommt gezogen!“

Und „Grindabud“ ruft es aus jeglichem Mund,

„Hinaus itzt in sonnheller Morgenstund

Zur Hetzjagd auf schäumenden Wogen!“

Und alt und jung kommt gerüstet zum Streit,

Selbst der dicke Amtmann macht sich breit

Und verlässt seine friedlichen Tische.

Nur die Frau’n und der Prediger bleiben zu Haus,

Man fürchtet, es breche schlimm Wetter sonst aus

Und ihr Nahen verscheuche die Fische.

## Tradition
| Zeitraum  | Grindir | Wale    | Delphine | Skinn     |
| --------- | ------- | ------- | -------- | --------- |
| 1709–1950 | 1.195   | 178.259 |          | 1.360.160 |
| 1951–1960 | 122     | 18.772  |          | 99.102    |
| 1961–1970 | 130     | 15.784  |          | 79.588    |
| 1971–1980 | 85      | 11.311  |          | 69.026    |
| 1981–1990 | 176     | 18.806  |          | 108.714   |
| 1991–2000 | 101     | 9.212   |          | 66.284    |
| 2001      | 11      | 918     | 552      | 7.447     |
| 2002      | 10      | 626     | 791      | 4.263     |
| 2003      | 5       | 503     | 189      | 3.968     |
| 2004      | 9       | 1.010   |          | 8.276     |
| 2005      | 6       | 302     |          | 2.259     |
| 2006      | 11      | 856     | 639      | 6.614     |
| 2007      | 10      | 633     |          | 5.522     |
| 2008      | 0       | 0       | 1        | 0         |
| 2009      | 3       | 310     | 174      | 2.965     |
| 2010      | 14      | 1.107   | 35       | 8.008     |
| 2011      | 9       | 726     |          | 4.682     |
| 2012      | 12      | 713     |          | 4.961     |
| 2013      | 11      | 1.104   | 430      | 8.302     |
| 2014      | 2       | 48      |          | 341       |
| 2015      | 6       | 501     |          | 3.559     |
| 2016      | 5       | 295     |          | 2.115     |
| 2017      | 19      | 1203    | 488      | 9.396,5   |
| 2018      | 10      | 624     | 256      | 4.675     |
| 2019      | 12      | 682     | 10       | 5.294     |
| 2020      | 4       | 530     | 35       | 4.120     |
| 2021      |         | 666     | 1423     |           |
| 2022      |         | 527     | 98       |           |
| 2023      |         | 897     | 10       |           |

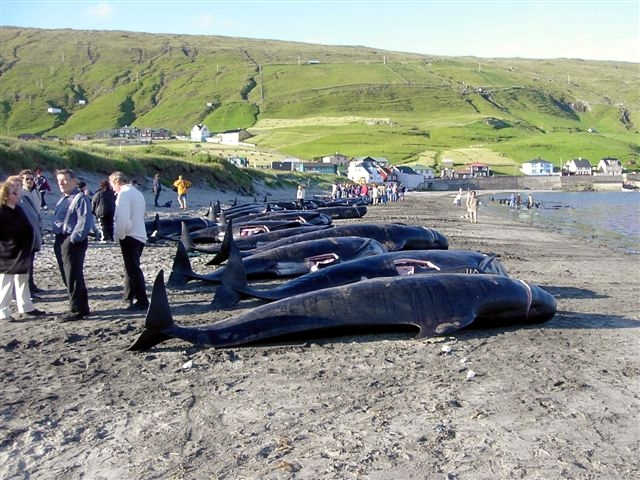
Getötete Grindwale am Strand von Hvalba am 11. August 2002. Mit 89 Tieren und 492 Skinn kein außergewöhnlich großer Fang an diesem Ort, wo häufiger schon mehr als 200–300 Tiere an einem Tag gefangen wurden, die meisten am 20. Oktober 1938: 854 Wale mit 3.849 ½ Skinn.

Der Grindwal wird vollständig verwertet. Diese Aussage wird allerdings von einigen Tierschutzorganisationen bestritten. Seine Verteilung erfolgt nach einem jahrhundertealten Schlüssel. Den relativ größten Anteil erhalten die Einwohner derjenigen Gemeinde, in deren Fjord die Tiere geschwommen sind. Dann sind die anderen Gemeinden derselben Insel an der Reihe und danach das restliche Land. Hierbei kommen alle Mitglieder der Gesellschaft zum Zuge, also auch diejenigen, die nicht am Fang teilnahmen/teilnehmen konnten.
Der Grindwalfang geht zurück auf die Wikingerzeit auf den Färöern und galt für den abgeschiedenen Nordatlantik-Archipel als wichtige Nahrungsquelle und Vitaminversorgung. Es wird geschätzt, dass Grind ca. 10 % des einheimischen Speiseplans ausmacht.
Die Statistik über den Grindwalfang auf den Färöern reicht zurück auf den 24. Juni 1584. Damals wurden vier Wale vor Lítla Dímun erlegt. Für die folgenden Jahre gibt es lückenhafte, aber dennoch zahlreiche Aufzeichnungen. Zwischen 1639 und 1708 gibt es nur eine gerundete Fangzahl aus dem Jahr 1664, aber seit dem Ende der Gabelzeit 1709 ist sie vollständig und gilt damit als die älteste Jagdstatistik der Welt[Beleg?]. Vom 20. April 1709 (Hvalba) bis zum 28. August 2005 (Svínoy) wurden 1850 Grindwalschulen (grindir) aufgebracht und dabei 255.467 Tiere getötet. An den Fangzahlen erkennt man wiederkehrende erhebliche Schwankungen. Ein Grind ist reiner Zufall. Am 6. Oktober 1940 gelang in Sandur der bis dahin größte Fang aller Zeiten: An einem einzigen Tag wurden 1200 Tiere erlegt. Der bis dahin zweitgrößte Fang war am 10. August 1729 in Klaksvík mit 1184 Walen. Am 12. September 2021 wurden 1423 Tiere, überwiegend Delfine, getötet, was zu weltweiten Protesten führte. Aber es gibt auch Jahre ohne Grind.
2004 gab es insgesamt neun Grindir mit 1010 getöteten Grindwalen. Sie hatten einen Wert von 8.276¼ Skinn. Das ist eine färöische Maßeinheit und bedeutet im Falle von Grind: 1 Skinn = 38 kg Fleisch („Tvøst“) + 34 kg Speck („Spik“). Die Rede ist also von etwa 595 Tonnen Grindwalfleisch und -speck für die Haushalte. Insgesamt wurden auf den Färöern in den 295 Jahren von 1709 bis 2004 insgesamt 130.091 Tonnen Grind gewonnen.
Auffallend ist 2005 die relativ geringe Fangmenge im Vergleich zu den Vorjahren. Der größte Fang 2005 am 2. Mai in Fuglafjørður umfasste 123 Tiere. Der kleinste und zugleich letzte Fang war der von Svínoy am 28. August mit 5 Grindwalen an einem ungewöhnlichen Ort.
Im Jahr 2008 gab es keinen Grind.
Im August 2015 wurden in Fuglafjørður sieben Grindwale lebend für wissenschaftliche Zwecke gefangen. Sie wurden mit Sendern bestückt und anschließend freigelassen.
Neben dem Grindwal werden auch Delphine gejagt.

## Der Grindwal als Nahrungsquelle
Der größte Teil der traditionellen Färöischen Küche besteht aus Fleisch. Aufgrund der unwirtlichen, felsigen Inseln wachsen Getreide und Gemüse nicht gut. Nur rund 2 % der 1395 km² sind geeignet für den Landbau. Während der Wintermonate ernährten sich die Einwohner der Färöer-Inseln vorwiegend von eingesalzenen oder getrockneten Nahrungsmitteln, wie Fleisch, Grindwalfleisch, Seevögeln und Fisch. Der Grindwal war über Jahrhunderte hinweg eine wichtige Nahrungsquelle für die isoliert lebende Bevölkerung des nordatlantischen Archipels.
Das Fleisch und der Speck des Grindwals werden in den färöischen Haushalten aufbewahrt, zubereitet und gegessen. In Supermärkten der Färöer wird das Grindwalfleisch mittlerweile auch verkauft und nicht nur verteilt, wie im Abschnitt „Tradition“ beschrieben. Obwohl Fisch das Hauptexportgut der Fischereination Färöer ist, wird das Walfleisch nicht exportiert. Ähnlich wie die Jagdbeute bei den Grönländern, sind Grindwalfleisch und -speck Gegenstand der ererbten Subsistenzwirtschaft. Ein jährlicher Fang von rund 950 Grindwalen (1990–1999) entspricht rund 500 t Fleisch und Speck. Das wiederum entspricht rund 30 % des in Färöer produzierten Fleisches.

## Zubereitung

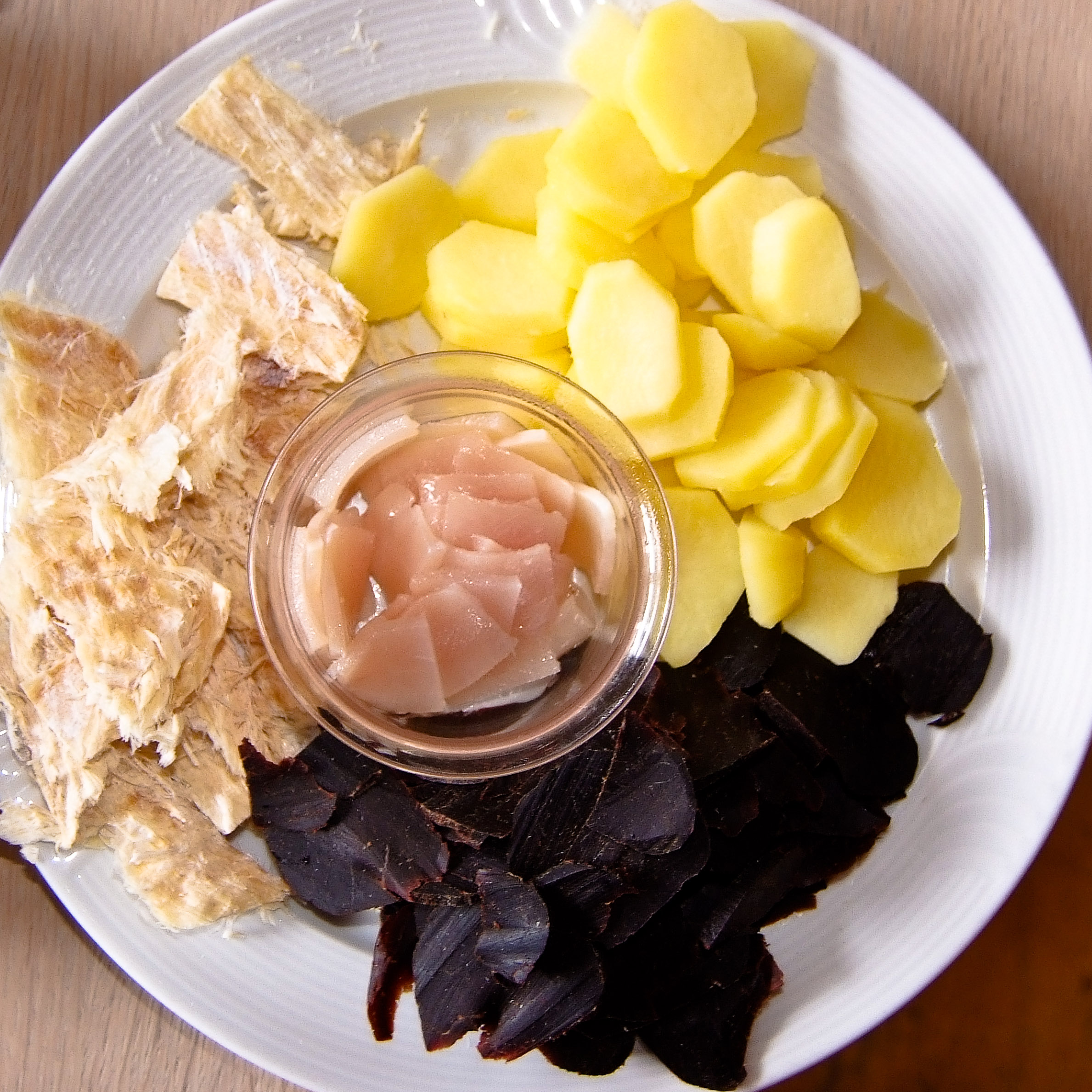
Tvøst og spik. Das schwarze Grindwalfleisch und Speck (in der Schale) wird gerne zusammen mit Trockenfisch (links) und Salzkartoffeln gereicht. Dazu trinkt man traditionell Bier

Der Grind wird meist im traditionellen Verfahren der Lufttrocknung in einem speziellen Holzschuppen, dem Hjallin konserviert. An der kühlen salzhaltigen Luft der Färöer ist das ein für Klippfisch, Schaffleisch und Papageitaucher übliches Verfahren. So haltbar gemacht, wird er dann vor dem Verzehr über Stunden in Wasser – oder besser: einer Marinade – eingeweicht.
Das Fleisch wird als Steak (grindabúffur) zubereitet oder gekocht (saltgrind). Als Beilage sind heimische Kartoffeln üblich. Gewürzt wird mit Senf. Zum Grindabúffur gibt es auch eine weiße Soße. Hierzu wird gerne ein kräftiger Rotwein gereicht, während zum frischen Grind Bier und Schnaps empfohlen wird.
Im Färöischen wird beim Grind zwischen dem Walfleisch (tvøst) und dem Speck (spik) unterschieden. Manchmal wird zum Tvøst auch Robbenspeck gegessen. Auf dem Teller heißt das dann tvøst og spik.
Das durch die Lufttrocknung haltbar gemachte Fleisch des Meeressäugers ist schwarz und relativ zäh. Im Geschmack ähnelt es dem Rindfleisch. Grind ist äußerst nahrhaft. Hinzu kommt der vitaminreiche Tran im Speck des Wales.
Touristen auf den Färöern, die Grind probieren möchten, sind meist auf so genannte Färöerabende, folkloristische Veranstaltungen mit färöischem Kettentanz und einheimischer Küche angewiesen. Es gibt aber auch Restaurants mit färöischer Küche.

## Kontroverse

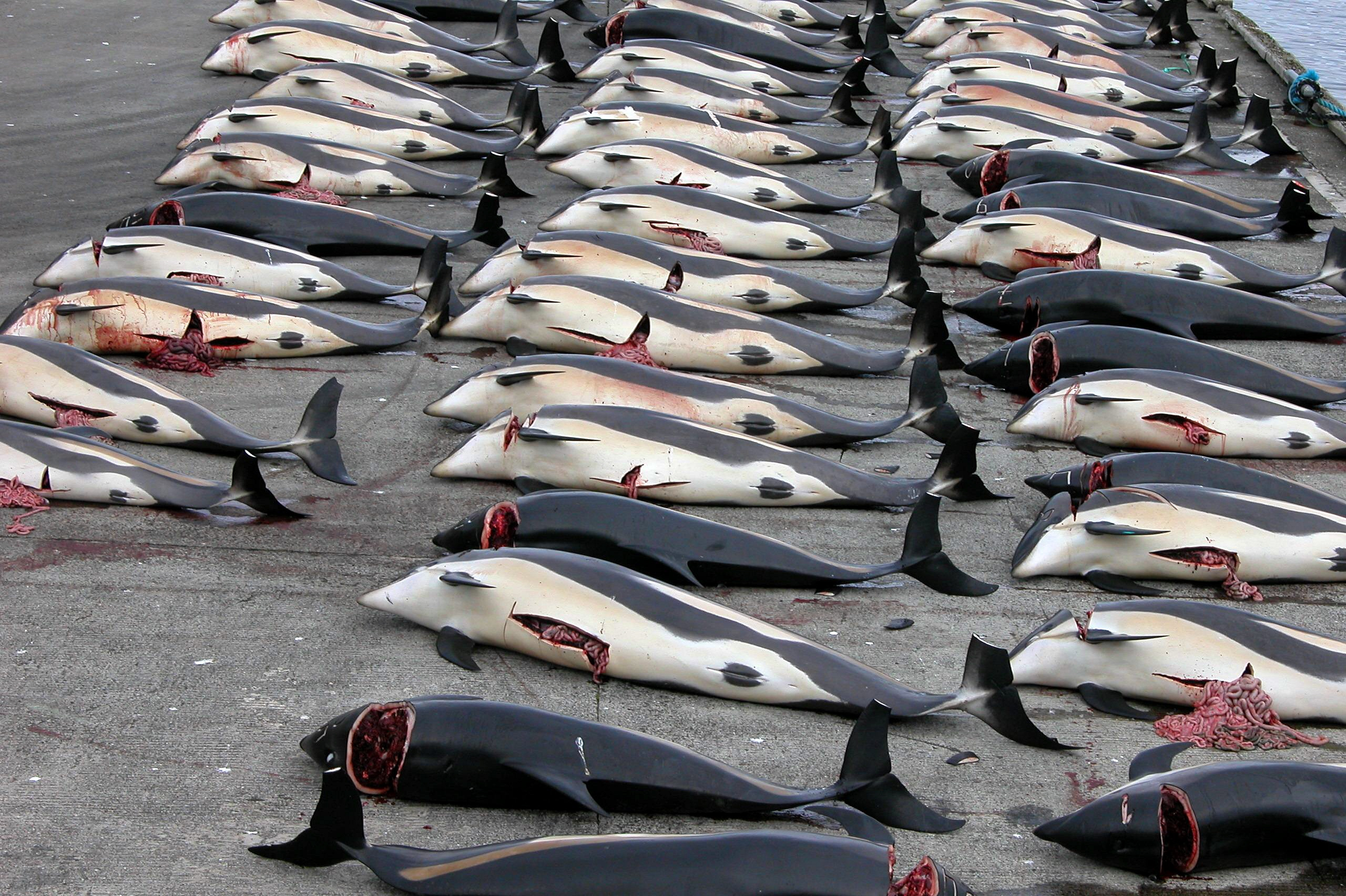
Getötete Weißseitendelfine in Hvalba 2006.

Der Grindwalfang auf den Färöern und die regelmäßig kursierenden Bilder des rot gefärbten Wassers an den Schauplätzen bewegen weltweit Walschützer, während viele Färinger auf ihrem Recht beharren, genießbare Wildtiere auch jagen zu dürfen.
Laut der tendenziell den Grindadráp verteidigenden Website der Landesregierung der Färöer – whaling.fo – schätzen Wissenschaftler „den Grindwalbestand im östlichen Nordatlantik auf etwa 778.000 Tiere, davon ca. 100.000 um die Färöer Inseln.“ Die Färinger jagen der Website zufolge durchschnittlich 800 Grindwale pro Jahr.

### Pro

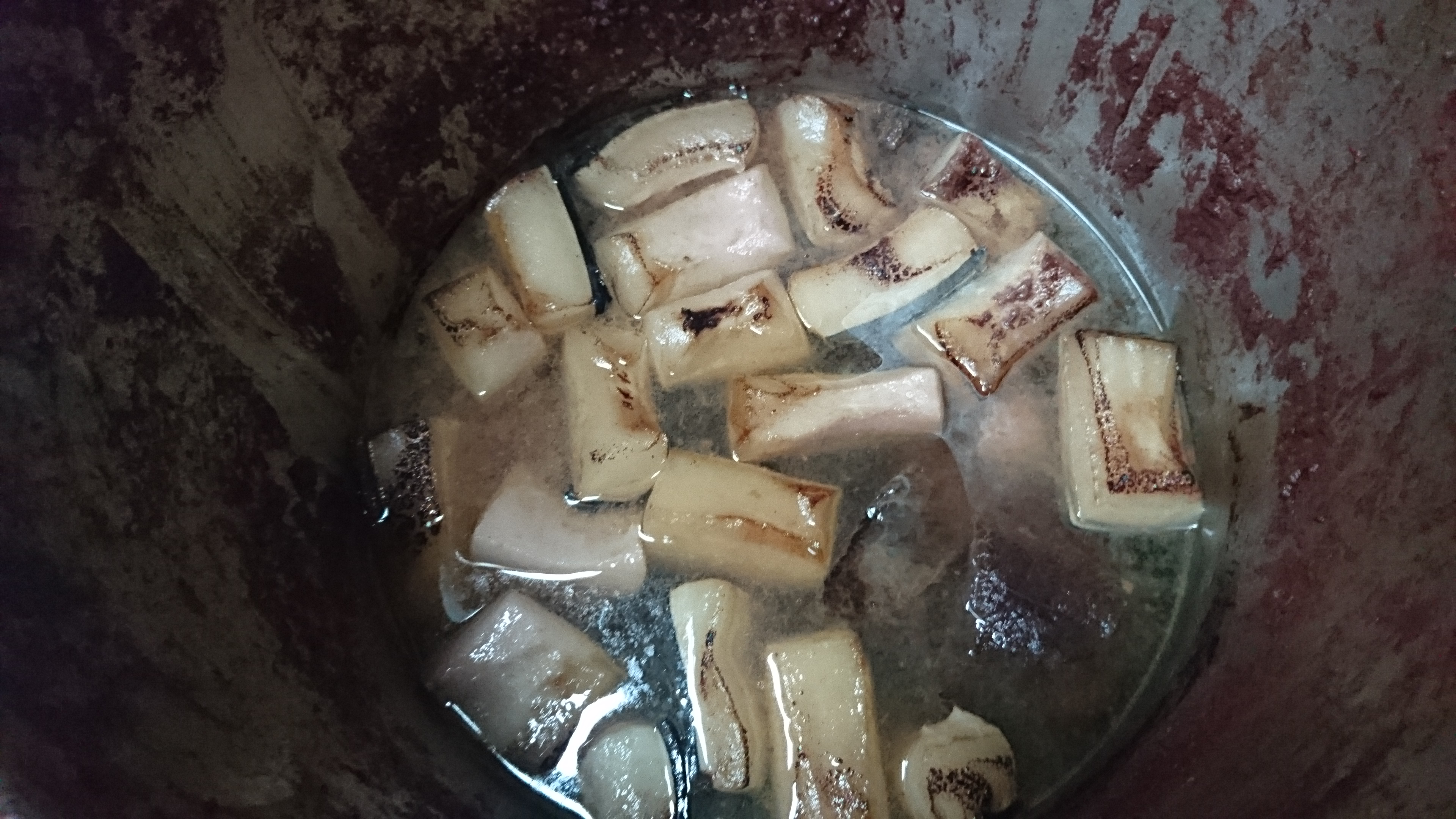
Wenn es frischen Grindwal gibt, wird nur ein Teil davon auch sofort zubereitet. Meistens in einem großen Topf, Familie und Freunde essen dann zusammen. Der Großteil jedoch wird gepökelt und getrocknet.

Die färöischen Walfänger argumentieren, dass sie nicht zu den Walen hinausfahren, sondern jene von selbst zu ihnen kommen. Weiter wird angeführt, dass sie den Grindwalfang nicht aus kommerziellen Gründen betreiben, sondern nach wie vor ausschließlich für den internen Verteilerschlüssel der Haushalte. Drittens meinen viele Färinger, dass der Grindwalbestand durch ihre Jagd nicht gefährdet sei (IUCN Least Concern), denn der größte Teil der Wale würde auf ihrem Zug durch den Atlantik die kleine Inselgruppe verfehlen und so nicht betroffen sein.
Mehrere wissenschaftliche Studien heben den hohen Grad an Kooperation hervor, der die Grindwaljagd auf den Färöern auszeichnet. Die färöischen Wissenschaftlerinnen Ragnheiður Bogadóttir und Elisabeth Skarðhamar Olsen kommen zu dem Ergebnis, dass es sich beim Grindadráp um eine nicht-kapitalistische Art der Nahrungsbeschaffung handelt, die Elemente des Degrowth in sich trägt. Zudem kritisieren sie, dass sich die weltweite Empörung gegen die Waljagd auf den Färöern richtet und nicht gegen die auch von färöischen Firmen ausgelöste Verschmutzung der Meere.

### Kontra

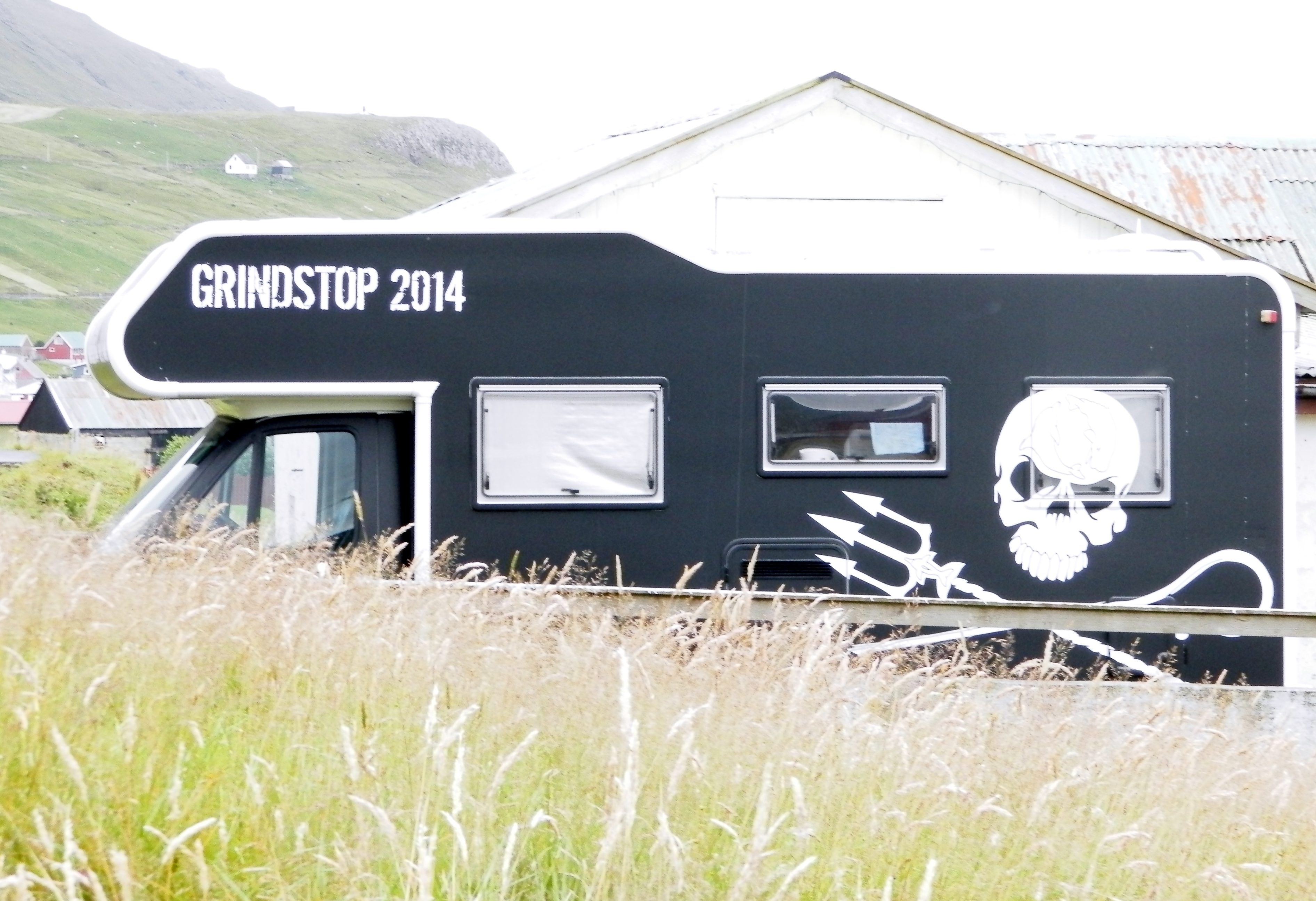
Sea Shepherd GrindStop 2014

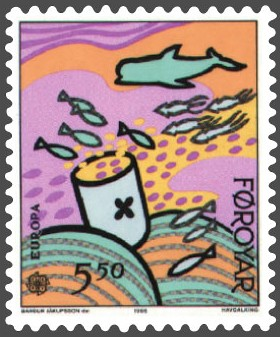
Färöische Briefmarke von 1986 zum Thema Meeresverschmutzung und den Auswirkungen auf die Nahrungskette. Es ist die einzige Briefmarke der Färöer, auf der ein Grindwal abgebildet ist

Tierschutzorganisationen wie zum Beispiel Sea Shepherd argumentieren, dass der Grindwalfang grausam sei und angesichts der guten Versorgungslage der Färöer unnötig. Ebenso werden die neuen Fangmethoden kritisiert. Ruderten die Färinger einst mit Ruderbooten aufs Meer, um eine Walherde zu umkreisen und zu treiben, hatten die Wale eine relativ große Chance zu entkommen. Gegen Motorboote ist die Chance geringer.
Ein Gutachten des färöischen Gesundheitsministeriums warnt vor übermäßigem Genuss von Grindwalfleisch, da es mit Umweltgiften wie Quecksilber, Dioxinen und PCB belastet ist. Wale stehen am Ende der maritimen Nahrungskette. Eine färöische Untersuchung zeigte 2007, dass die Färinger doppelt so viel Quecksilber im Körper haben wie empfohlen.
Am 26. November 2008 wurde seitens der färöischen Gesundheitsbehörde erstmals davon abgeraten, Grindwalfleisch zu essen. Als Begründung wurde das Risiko der Parkinsonkrankheit aufgrund der Quecksilberbelastung genannt. Der Landesarzt Høgni Debes Joensen und der Oberarzt Pál Weihe erklärten:

„Wir geben diese Empfehlung in Trauer. Der Grind diente den Färingern über viele Jahrhunderte und hat in dieser Zeit wahrscheinlich vielen das Leben gerettet. Aber die Zeiten und die Umwelt ändern sich, und deswegen meinen wir, dass diese Empfehlung medizinisch nötig ist.“

Der färöische Gesundheitsminister Hans Pauli Strøm schloss sich daraufhin der Forderung nach einem Verzicht auf Grindwalfleisch an, betonte aber, dass es die Entscheidung jedes einzelnen sein müsse, ob er dem Rat folgt.
Im Juni 2011 aktualisierte die färöische Lebensmittel- und Veterinärbehörde ihre Verzehrhinweise: Erwachsene sollen demnach höchstens ein Mal pro Monat Grindwalfleisch und -speck verzehren. Auf den Verzehr von Grindwal-Leber und -Nieren solle man gänzlich verzichten. Mädchen und Frauen mit Kinderwunsch wurden zusätzliche Verzichte anempfohlen.
In Deutschland engagiert sich u. a. das Wal- und Delfinschutz-Forum gegen den Grindadráp.
Mehrere Kreuzfahrtunternehmen laufen die Färöer auf Grund des Walfangs nicht mehr an.

### Gegenüberstellung
Tierschützer argumentieren oft auf ethischer Ebene, namentlich mit dem blutigen Ausgang der Jagden. Dem entgegnen die Färinger, dass dies kein Problem des Walfangs sei, sondern der Entfremdung großer Teile der zivilisierten Bevölkerung von den Grundfesten der tierischen Nahrungsgewinnung. Gegen Zustände auf einem modernen Schlachthof, die kaum ein Fleischverbraucher aus eigener Anschauung kennt, sei Walfang harmlos. Ein häufig genanntes Argument lautet: Der Grindwal lebt sein ganzes Leben in Freiheit im Atlantik und stirbt dann in Sekunden. Das andere Fleisch, das man im Supermarkt kaufen kann, stammt aus Gefangenschaft.
Offenkundig ist, dass die Färöer auf die Kritik reagieren und selbständig nach besseren Jagdmethoden suchen, die den Tieren weniger Schmerz bereiten, und dass sie Exzesse gesetzlich unterbinden. Die Mehrheit der Färinger lehnt als grausam bewertete Fangmethoden ab. Internationale Kritik wird dennoch oft als Einmischung in nationale Angelegenheiten empfunden.
Die Mehrheit der Bevölkerung der Färöer-Inseln unterstützt den Grindadráp. Die Mehrheit derjenigen, die die Jagden ablehnen, tun dies nicht aus ethischen Gründen, sondern weil sie das internationale Ansehen der Färöer in Gefahr sehen.
Um den Grindwalfang zu überwachen, entsendete die Nordatlantische Meeressäuger-Kommission (North Atlantic Marine Mammal Commission, NAMMCO) im Sommer 2007 einen Vertreter auf die Färöer.